# 영주산
영주산(瀛洲山)은 대한민국 제주특별자치도 서귀포시 표선면 성읍1리에 위치한 오름(측화산)이다. 높이가 326.4m로 산체가 비교적 크고 동북쪽으로 터진 말굽형 분화구의 형태를 지니고 있다.
사면 전체가 초지로 이루어져 있고 동쪽 아래 기슭에는 성읍 마을 공동묘지가 있다. 풍수적으로 볼 때 정의현 읍치의 주산에 해당한다.

## 위치
영주산은 해발고도가 326.4m인 오름으로, 성읍민속마을 북쪽 약 1.8km 지점에 위치한 성읍마을의 "뒷산"이다. 분화구는 화산체의 남동쪽으로 터진 말굽형이다. 오름 사면 대부분은 초지로 이루어져 있다.
조선 시대 제주목사가 성읍리[당시 진사리]를 정의현 읍치(邑治)로 삼을 때 풍수지리적으로 영주산을 주산으로 삼았다고 한다. 영주산의 총면적은 약 1,338,920m2이며, 둘레 4,688m, 표고 326.4m, 비고 176m이다.
분화구 동쪽 안사면의 능선에는 용암노두가 노출되어 있다. 오름 동쪽 기슭에는 동쪽으로 터진 소형 분화구가 딸려 있다. 영주산 서녘 기슭을 흐르는 천미천에는 '가매소'라는 못이 있다. 오름 전체에 걸쳐 억새가 우점하고 있다.

## 성읍 민속촌
영주산은 성읍1리 민속촌에서 수산리 방향으로 700m 지점에 위치한 승마장에서 북쪽으로 600m를 더 올라가면 오름 입구에 도착하며, 정상까지는 30분 정도 소요된다. 영주산 오름 동쪽 부분은 경사가 완만해 등산로로 이용되며, 정상에서는 목장과 성읍민속촌, 일출봉을 조망할 수 있다. 가을철 오름 전사면에는 억새가 풍부하기 때문에 오름을 찾는 탐방객들이 많다. 오름 정상에는 삼각점과 산불 감시 초소가 있으며, 동쪽 아래 기슭에는 성읍민속마을 공동묘지가 있다. 오름 기저부의 일부는 개간되어 농경지로 이용되고 있어 비가 내릴 때 토양 유실이 발생하고 있다.

## 전해오는 이야기
원래는 한라산을 영주산이라고 하였는데 그 이유는 중국의 『사기』에서부터 비롯되었다. 바다 가운데, 봉래(蓬萊)ㆍ방장(方丈)ㆍ영주 등 삼신산이 있는데, 그곳에는 불로불사(不老不死)의 약초가 있어 신선들이 살고 있다고 한다. 기원전 200년경에 중국을 통일한 진시황(秦始皇)은 역사(力士) 서불에게 그 약초를 구해 오라 명했다. 그때 서불이 찾은 곳이 바로 영주산이었다.
한라산을 ‘부악(釜岳)’이라고도 부르는데, 부악은 한라산의 정상에 깊고 넓은 분화구가 연못으로 되어 있어 마치 솥에 물을 담아 놓은 것과 같기 때문에 붙여진 이름이다. 이 연못은 한라산의 신선들이 흰 사슴을 타고 노닐다가 물을 마시게 하던 곳이라 하여 백록담(白鹿潭)이라는 이름이 붙었다. 이래서 한라산과 전설의 혼용을 가져온다.
영주산은 원래 봉래산·방장산과 더불어 삼신산의 하나로, 신선이 살아 신령스럽다고 하여 ‘영모루’ 또는 ‘영머리’라고 했다. 이것을 한자로 영지(瀛旨)로 표기한 뒤 영주산(瀛洲山)으로 바꾼 것으로 보인다. 『신증동국여지승람』과 『탐라지』 등에도 영주산(瀛洲山)이라고 기록되어 있다.
『신증동국여지승람』에 "'영주산'의 속명은 '영모루'인데, 정의현 북쪽 4리에 있다. 산 북쪽은 곧 정의 · 김녕 등이다. 옛 기록에 이르기를, '정의 · 김녕 · 함덕에 신선이 많다.'고 하였다. 세상에 전하기를, '이 산이 곧 바다 위에 있는 세 신선산 가운데 하나다.'라고 하였다."는 기록이 있다. 『탐라지』에 '영주산(瀛洲山)'으로 기재되어 있다. 『탐라순력도』(한라장촉)와 『해동지도』(제주삼현) 등에는 '영주산(瀛洲山)'으로 표기되어 있다. 영주산은 현재도 봉래산, 방장산과 더불어 삼신산의 하나로 일컬어 지는데 성읍 마을에 있는 영주산도 신성한 산으로 인식되면서 '영주산'이라는 명칭으로 불린 것으로 보인다.

## 같이 보기
- 한라산
- 아부오름
- 다랑쉬오름